# ドリュアス

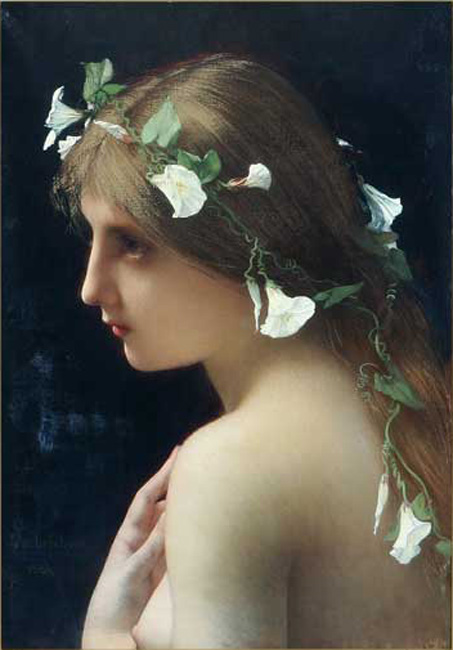
ジュール・ジョゼフ・ルフェーブルによる絵画『朝顔の花をつけたニンフ』。個人蔵。

イーヴリン・ド・モーガンによる1884-1885年の絵画『ドライアド』。De Morgan Centre所蔵。

ドリュアス（古希: Δρυάς, Dryas）は、ギリシア神話に登場する、木の精霊であるニュムペー。複数形はドリュアデス（古希: Δρυάδες, Dryades）。ほぼ同一の存在にハマドリュアス（複数形ハマドリュアデス）がある。
英語ではドライアド (Dryad) 、フランス語ではドリアード (Dryade) といい、日本ではこちらの読みでもよく知られる。ヒンドゥー教などに登場する木の精霊もギリシア神話のニンフの名を借りてこう呼ぶことがある。
多くのニンフと同じく長命であるが、ドリュアスたち（ドリュアデス）の場合、自らの宿る木が枯れると共にその命を閉じる。このためドリュアスたちやギリシアの神々は木の精霊に敬意を払うことなく木を傷つける人間をこらしめるのである。
ドリュアスたちは普段は人前に姿を現すことは滅多にないが、美しい男性や少年に対しては緑色の髪をした美しい娘の姿を現し、相手を誘惑して木の中に引きずり込んでしまうことがあるという。そこで一日を過ごしただけで、外では何十年、何百年もの時が経過している場合がある。
その起源はインド・ヨーロッパ語族やケルト族のドルイド文化の中ではオークの木と密接に関係している。ギリシア人は彼らより昔の人々はオークの木の実を食べていたと想像した。女性をかたどった神殿の柱は、そのような建築に使われる前はその実を食べていたさまざまな木々と関係している。
おもなドリュアスたちにオルペウスの妻エウリュディケーや、ダナオスの50人の娘・ダナイスたち（ダナイデス）の母の一人であるアトランティエーがいる。